# Tigris
De Tigris (Arabisch: نهر دجلة, Aramees: ܕܩܠܬ, Deqlath, Turks: Dicle) is een rivier in het Midden-Oosten, een van de twee grote rivieren van het oude tweestromenland Mesopotamië. In de Turkse provincie Diyarbakır is er een district vernoemd naar de rivier Dicle, de Turkse benaming voor de Tigris. De Tigris vormt samen met de rivierdalen de Nijl en de Eufraat de Vruchtbare Sikkel.
De rivier de Tigris is 1900 kilometer lang. De Tigris stroomt vanaf de bergen in Oost-Turkije en de Iraakse steden Mosoel, Tikrit, Samarra en Bagdad naar het zuidoosten. Bij Basra, op 150 kilometer van de monding, vloeit de Tigris samen met de Eufraat. Vanaf daar stroomt de verenigde rivier als Sjatt al-Arab door een groot moerasgebied waar de Moerasarabieren wonen via Abadan naar de Perzische Golf.
Het gebied tussen de Eufraat en de Tigris, dat bekendstaat als Mesopotamië of Tweestromenland, was de oorsprong van diverse oude beschavingen, zoals de Sumerische, de Akkadische, de Babylonische, Aramese en de Assyrische.
Op de vlag die in 2004 tevergeefs als vlag van Irak werd voorgesteld, staan twee blauwe lijnen die de Tigris en de Eufraat symboliseren. Deze vlag werd niet geaccepteerd. 
- Gemeinsame Normdatei: 4372014-6
- Library of Congress Control Number: sh85135330
- Nationale Bibliotheek van Tsjechië: ge138088
- Nationale Bibliotheek van Israël: 987007536388705171
- Virtual International Authority File: 236538332